# Theta Bootis
θ Bootis (Theta Bootis, Aussprache: "Bo-otes") ist ein Hauptreihenstern im Sternbild Bärenhüter. Er trägt den Eigennamen Asellus Primus (lat. erstes Eselchen). Theta Bootis hat eine scheinbare Helligkeit von 4,1 mag und gehört der Spektralklasse F7 an. Seine Entfernung beträgt ca. 47 Lichtjahre.
Theta Bootis befindet sich – mit den engen Nachbarsternen ι und κ Bootis (Asellus Secundus und Tertius) am Nordrand des Sternbildes, nahe bei der Deichsel des Großen Wagens.
Siehe auch: Asellus Borealis und Asellus Australis im Krebs